# Aphelotoma nigricula
Aphelotoma nigricula är en insektsart som beskrevs av Edgar F. Riek 1955. Aphelotoma nigricula ingår i släktet Aphelotoma och familjen Ampulicidae. Inga underarter finns listade i Catalogue of Life.